# Sho Yano
Sho Timothy Yano (jap. 矢野 祥, Yano Shō; * 22. Oktober 1990 in Portland (Oregon)) ist ein US-amerikanisches Wunderkind japanischer und koreanischer Abstammung. Sein IQ wird auf ca. 200 geschätzt.
Angeblich spielte er bereits im Alter von 3 Jahren Stücke von Chopin. In einem amerikanischen Standardtest (SAT), den amerikanische Schüler gewöhnlich mit ungefähr sechzehn Jahren machen, erzielte er im Alter von acht Jahren 1500 von 1600 Punkten.  Er immatrikulierte sich mit neun Jahren an der Loyola-Universität in Chicago, mit zwölf Jahren graduierte er summa cum laude. Im selben Jahr nahm er ein Studium der Humanmedizin an der University of Chicago auf, als jüngster Student in der Geschichte dieser Universität.

## Trivia
- Sho Yano bevorzugt klassische Musik.
- Seine jüngere Schwester Sayuri (* 1996) zeigt ebenfalls vielversprechende Talente.